# 冰圈

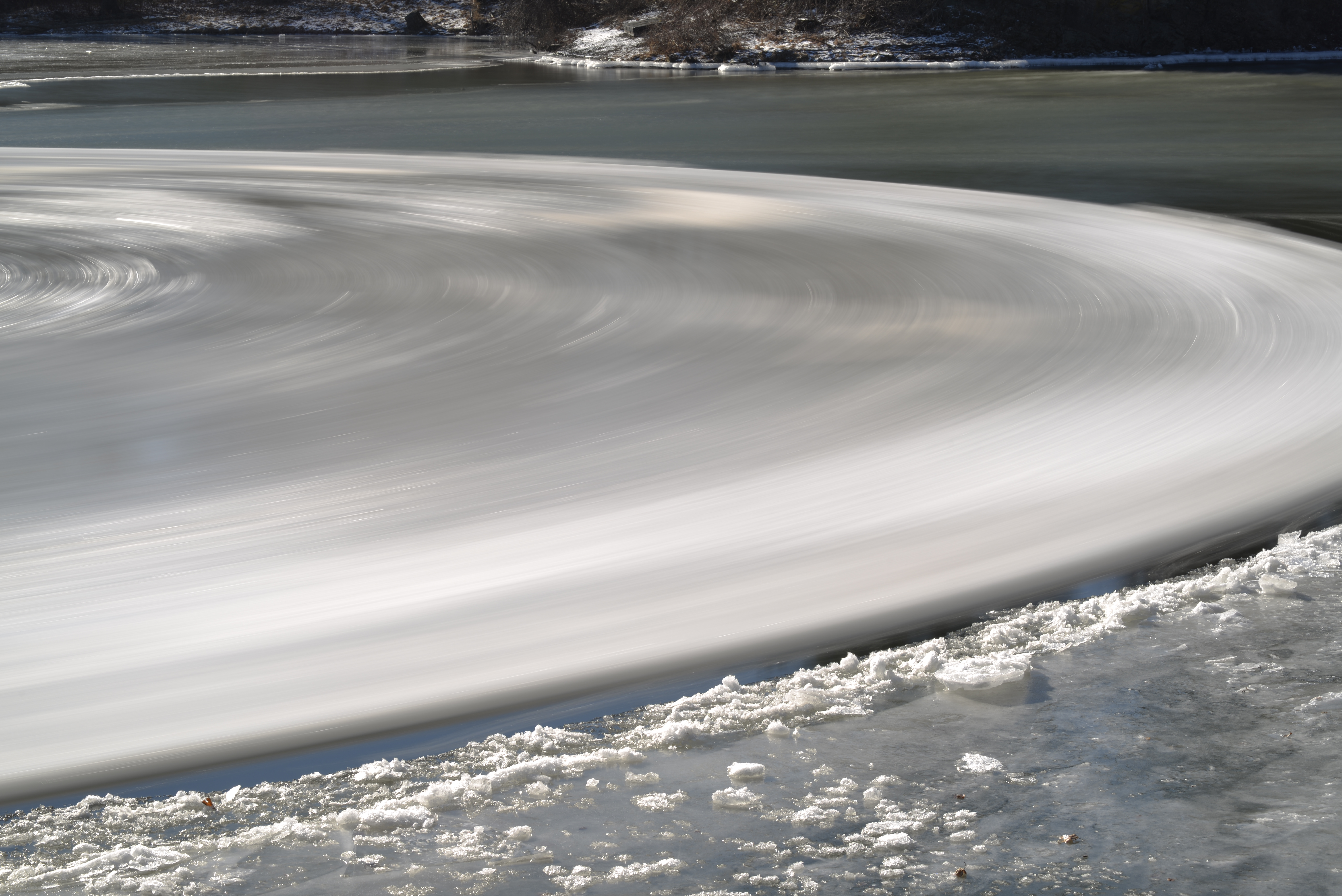
一張在纽约哈德遜河拍攝的长时间曝光照片，圖中為緩慢旋转的大型冰圈。

冰圈（或稱冰盤），是一種在水中缓慢旋转的圓形薄冰片，一般認為形成於渦旋中。冰圈通常於斯堪的纳维亚半岛和北美洲出現，但它们偶尔也會在如英格兰和威尔士等較南部的地區被觀察到（如：2008年的威尔士、和2009年的英格兰所观察到的冰圈）。 
在2013年的12月，北达科他州的夏延河出現了冰圈。 而在2014年的1月，一個直徑约1.5公尺的冰圈於紐約的哈德遜河被拍下了照片。  另外，在爱达荷州，极端的天气导致斯內克河於2014年1月也形成了冰圈。 
作為一種不寻常的自然现象，冰盘形成於缓慢移动的水、和寒冷的气候中。而一般觀察到的冰圈，雖然大小有些差異，但直径一般都超过15公尺。

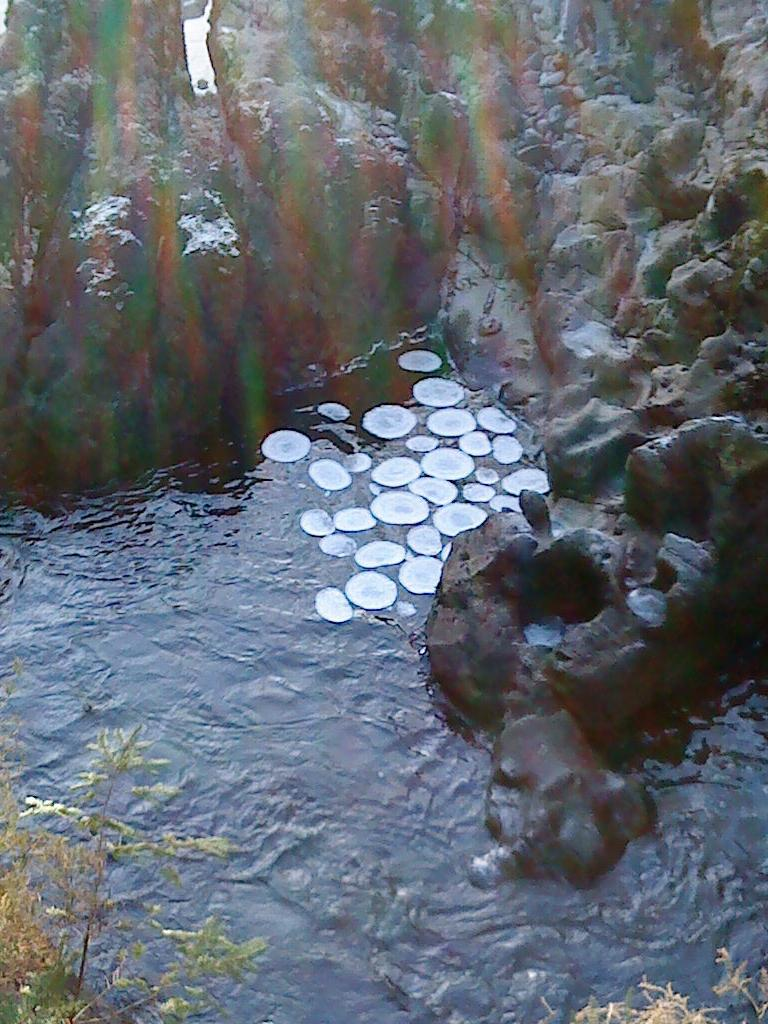
數個小型冰圈(最大的直径约30公分)，在康威自治市(北威尔士)的康威河出現。(2008年，两个星期无雨，导致水位下降。且當時温度一整週都維持在零度以下)